# Kill Hannah
Kill Hannah est un groupe de Rock Alternatif originaire de Chicago. Il est actuellement en contrat avec Original Signal et a réalisé 6 albums.

## Biographie
Le groupe Kill Hannah a été fondé par un chanteur-compositeur Mat Devine. Le nom Hannah vient de l'ex-petite copine de Mat Devine. Il chantait dans un groupe appelé "In a Jar UK".
Après quelques démos et petits singles (dont "Nerver Gas" qui eut un petit succès dans le milieu du rock indépendant américain), Kill Hannah enregistre chez Atlantic Records, "For Never and Ever" à Los Angeles en hiver 2003, avec le producteur Sean Beavan (No Doubt, Marilyn Manson, Nine Inch Nails) et le mixer Tim Palmer (U2, The Cure, Tears for Fears, HIM).
L'album était la plupart du temps des versions réenregistrées de chansons qu'ils avaient joués en live pendant un an. La chanson "Kennedy" a reçu une quantité modeste de jeu par radio puis suit 2 singles "Unwanted" et "From Now On" qui auront moins de succès que le précédent single.
En août 2006 sort "Until There's Nothing Left Us" et le tube "Lips Like Morphine". Kill Hannah devient rapidement connu jusqu'en Europe. Ils iront même jusqu'à faire une petite tournée Anglaise avec le groupe Shiny Toy Guns. 
En mars 2007, Kill Hannah sort "Believer", nouveau single tiré de "Until There's Nothing Left Us".
En septembre 2007, "Crazy Angel" est annoncé comme single mais aucune nouvelle n'a depuis été annoncée malgré un clip soi-disant tourné au Metro de Chicago.
En Décembre 2007, alors que le New Heart For Xmas connait un nouveau succès et après une tournée en première partie de HIM en Angleterre, Kill Hannah sort un recueil de demos et de titres rares : "Hope For The Hopeless"
Mais c'est le 11 avril 2008 que Kill Hannah met les pieds pour la première fois en France. Lors d'un concert au Cabaret Sauvage de Paris en première partie du groupe américain Aiden.
Le 21 octobre 2008, alors qu'ils sont en tournée européenne, leur bus prend feu, faisant disparaître affaires, souvenirs, matériel. Des dates sont annulées mais ils achèveront leur tournée en Angleterre.
En 2009, Kill Hannah signe avec un nouveau label Original Signal, et leur tournée prévue avec Madina Lake est annulée. Le guitariste, Jonathan Radtke décide de quitter le groupe. Malgré tout, Kill Hannah continue d'écrire et de composer des chansons dont certaines sont déjà connues, telles que « Acid Rain » et « Radio ».
C'est le 29 septembre 2009 que sort Wake Up The Sleepers, nouvel album sur lequel figurent plusieurs featuring comme avec Benji Madden des Good Charlotte sur la chanson « Snowblinded » ou encore Chibi de The Birthday Massacre sur "Mouth To Mouth".
Kill Hannah trouve finalement un nouveau guitariste, Maddox.

## L'accident de bus
Le 21 octobre 2008, le bus de Kill Hannah, alors en pleine tournée européenne, prend feu dans les Alpes suisses. Le groupe quittait l'Italie pour rejoindre la France et donner un concert à Paris, à la Boule Noire, le lendemain soir. Le concert fut annulé, ainsi que la date suivante à Hasselt (Belgique).
Le groupe expliqua sur son MySpace que « tout le monde dormait lorsque de la fumée s'est échappée. On est tous sortis sain et sauf » mais les affaires personnelles des membres sont toutes brûlées, excepté le matériel sonore et les instruments (dans une remorque). De nombreuses photos sont disponibles sur le MySpace du groupe. Cet accident a été relayé dans quelques médias français, notamment sur Canal+, dans le petit journal people de Yann Barthès.
Actuellement, aucune date n'a été communiqué pour un éventuel autre concert.

## Discographie

### Mini Albums & Singles
- 1996 - "Hummingbirds The Size Of Bullets", Démo Maxi
- 1996 - "Sleeping Like Electric Ells", Démo Maxi
- 1998 - "Stunt Pilot", Démo single
- 2002 - "Kennedy", Single
- 2002 - "Kill Hannah Ep", Maxi
- 2006 - "Lips Like Morphine", Digital Single

### Compilations
- 2004 - "The Curse Of Kill Hannah", Compile de Démos
- 2007 - "Hope For The Hopeless", Compile de Démos

## Membres
- Mat Devine - Chant, guitare
- Dan Wiese - Guitare (né le 12 février 1976)
- Greg Corner - Basse (né le 20 juin 1974)
- Elias Mallin - Batterie (seulement en concert)
- Michael Maddox - Guitare (seulement en concert)

Ancien membre
- Garret Hammond : ex-batteur (contribuait à l'enregistrement des albums studio)